# آرسن یرکات
آرسن شاملیان (به ارمنی: Արսեն Շամլյան) متخلص به آرسن یرکات (به ارمنی: Արսեն Երկաթ) (زاده ۱۸۹۳ میلادی در شهر آماسیا، در ارمنستان غربی - وفات ۱۹۶۹ میلادی)، شاعر، نویسنده ارمنی بود.

## زندگی‌نامه
دوره تحصیلات ابتدایی را در مدرسه ارمنی زادگاهش گذراند و سپس در سال ۱۹۰۷ میلادی در مدرسه گالوستیان در شهر قاهره ادامه داد. مدت دو سال بین سال‌های ۱۹۱۹ تا ۱۹۲۱ میلادی در دانشگاه سوربن، فرانسه تحصیل کرد. در سال ۱۹۶۶ پس از شش دهه سکونت در مصر، وی به مونترال، کانادا نقل مکان نمود.
یرکات نخستین مجموعه شعرش را با نام «من سرودم» به سال ۱۹۱۱ در استانبول منتشر کرد سپس مجموعه شعرهای «سایه‌های خوشبخت»، «کتاب طنین‌ها»، (۱۹۱۳) «تاج گل‌های میهن» (در دو جلد در قاهره سال‌های ۱۹۱۶–۱۹۱۵)، «سرودهای آفتاب و مرگ» (قاهره ۱۹۲۲)، «غروب خدایان» (ونیز ۱۹۲۴)، «سونات‌ها» (قاهره ۱۹۴۵) و چندین مجموعه دیگر از وی منتشر شد. آثار منثور بسیاری از آرسن یرکات به یادگار مانده‌است. یرکات در سال ۱۹۶۹ بدرود حیات گفت.

## شعری از آرسن یرکات به نام (رؤیایی)
| نمی‌دانم چه هنگام - نمی‌دانم کجا او را دیده بودم      |  | زنی بی بدیل بود و به هیچ‌کس شبیه نبود                |
| زیبا رخی هزار سال پیش از این زیسته                  |  | میان شکوه عشق طلب کاخی پُر از جلال                   |
| چشمان سیاه پُر از رازهای شبانه اش                    |  | هنوز هم از آسمان جانم به من خیره‌اند                 |
| عمر خیام همچو اوئی را مست از باده سرود              |  | لاله رخی از لاله رخان بهشت بی‌کران زمین              |
| نمی‌دانم چه هنگام - نمی‌دانم کجا لیک                  |  | بایدش بازیابم من و او را زِ بوی او بشناسم            |
| و بدانم که او همان آرزوی هر روزه                    |  | و آن حسرت سوزان قلب من است                          |
| و چندانکه صدایش هم آوا با چشمه سار زلال، آواز سرکند |  | من زیبایی دست نیازیدنی رؤیا را تماشا کنان خواهم بود |